# アウトバーン 38
アウトバーン 38（ドイツ語: Bundesautobahn 38, BAB 38 または A 38）、通称南ハルツアウトバーン（Südharzautobahn）はドイツの高速道路、アウトバーンの一路線である。
西のニーダーザクセン州ゲッティンゲン付近から東のザクセン州ライプツィヒ付近まで219 kmの路線を持つ主要道路である。